# Zwischbergen
Zwischbergen je obec v okrese Brig v kantonu Valais ve Švýcarsku. Žije zde 77 obyvatel.

## Geografie

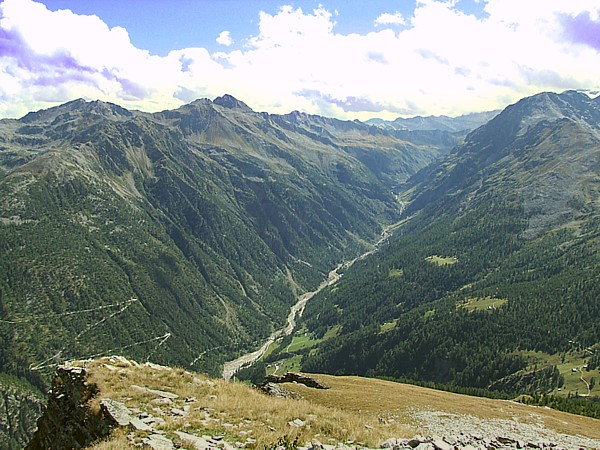
Údolí Zwischbergental

Údolí Zwischbergental je z jihu a severu obklopeno vrcholy vysokými až 3500 metrů, a proto právem nese svůj popisný název. Kostel leží v nadmořské výšce 1359 m. Vede kolem něj stará spojovací cesta z Brigu do Domodossoly, která obcházela soutěsku Gondoschlucht. Vede přes průsmyk Simplon, vesnici Simplon, vesnici Gsteihuis (bývalé sídlo kastelána Zwischbergenu) přes Feerberg a Furggu přes Zwischbergen a dále přes švýcarsko-italskou hranici v průsmyku Passo di Monscera do údolí Valle di Bognanco. Na konci údolí se nachází město Domodossola.
Údolím Zwischbergen vede mulařská stezka přes průsmyk Zwischbergen do Saas-Almagell v údolí Saastal.

## Historie
Název Zewischeneberuen je poprvé zmiňován v roce 1304. Farnost Gondo, která existovala již v 16. století, byla nově založena v roce 1637. Kaple postavené v Bordu v roce 1642 a v Maria Bru (poutní místo) v roce 1715 navazují na farní kostel svatého Marka v Gondu, jehož části pocházejí z vrcholného středověku. V roce 1822 byla farnost vyčleněna z diecéze Novara a začleněna do diecéze Sion. Od roku 1990 ji obsluhuje farář ze Simplonu. Od 17. století až do roku 1875 vlastnila rodina von Stockalper ve Zwischbergenu zlatý důl. V roce 1741 provozoval železný důl Franz Joseph Burgener. V roce 1896 zkrachovala společnost těžící zlato, která vydávala vlastní mince. Z údolí vedou přístupné cesty přes průsmyk Zwischbergen do údolí Saas a průsmykem Monscera do Itálie. Kromě vysokohorského využití hraje pro Zwischbergen významnou roli výroba energie z údolního potoka Grosswasser. V roce 1952 byla uvedena do provozu přehrada Zwischbergen a elektrárna Gondo.

## Obyvatelstvo
| Rok            | 1798 | 1850 | 1900 | 1950 | 2000 |
| Počet obyvatel | 59   | 43   | 131  | 249  | 78   |

## Dopravní spojení
Gondo leží na hlavní silnici č. 9, vedoucí z Brigu přes průsmyk Simplon do Itálie.